# Внешняя торговля России

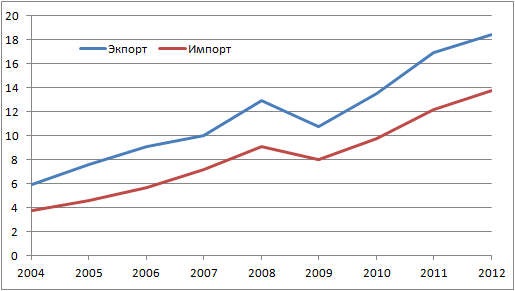
Динамика экспорта и импорта России в 2004—2012 гг., трлн руб. (в ценах 2012 г.) по данным Федеральной службы государственной статистики России

Внешняя торговля Росси́и — торговля Российской Федерации с 1992 года товарами со странами мира. Торговля не учитывает трансграничное движение валют по нетоварным операциям, в частности услугам, зарплатам гастарбайтеров, финансовым операциям и т. п.
С 22 августа 2012 года Россия является членом Всемирной торговой организации. Россия — участник Договора о Зоне свободной торговли СНГ, Таможенного союза ЕАЭС, Евразийского экономического союза.

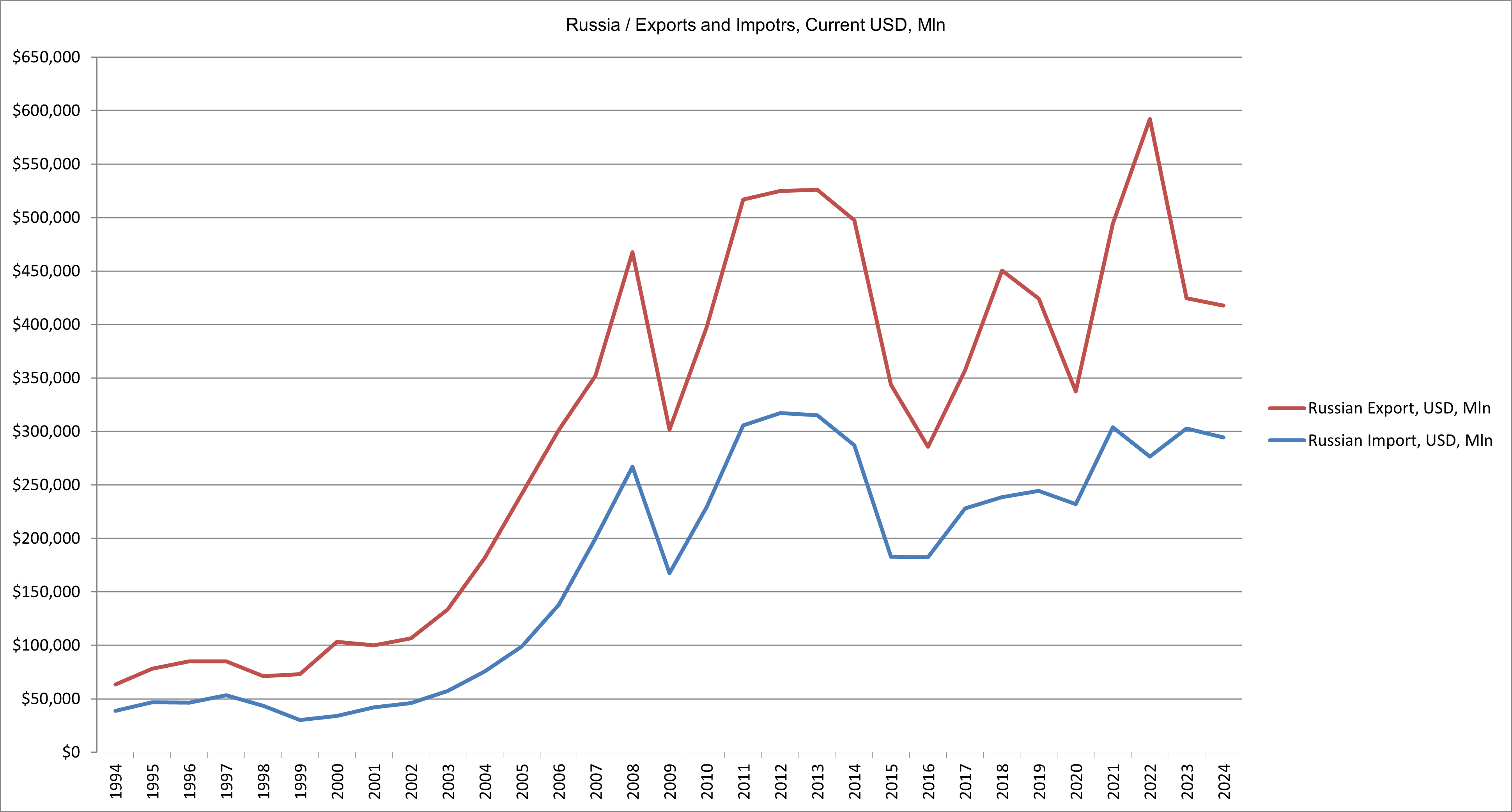

Как правило, расчеты во внешней торговле ведутся в долларах США, однако набирают популярность расчеты в национальных валютах контрагентов.

## Экспорт России (c 1995 года)
В 2021 экспорт России году составил $493,3 млрд и, по сравнению с январем-декабрем 2020 года, увеличился на 45,7 %. На долю стран дальнего зарубежья приходилось 86,9 %, на страны СНГ — 13,1 %.
Основой российского экспорта являются топливно-энергетические товары (54,3 %), металлы и изделия из них (10,4 %), продукция химической промышленности (7,7 %), продовольственные товары и сырьё для их производства (7,3 %), машины и оборудование (6,6 %), лесоматериалы и целлюлозно-бумажные изделия (3,5 %); в скобках указана доля в стоимостном объёме экспорта.
| Год  | Объём в млн долл. | Годовой прирост, % | Источник |
| ---- | ----------------- | ------------------ | -------- |
| 1995 | 78 217            | ▲ 23,6 %           | ✓        |
| 1996 | 85 189            | ▲ 8,9 %            | ✓        |
| 1997 | 85 096            | ▼−0,1 %            | ✓        |
| 1998 | 71 314            | ▼−16,2 %           | ✓        |
| 1999 | 72 885            | ▲ 2,2 %            | ✓        |
| 2000 | 103 093           | ▲ 41,4 %           | ✓        |
| 2001 | 99 969            | ▼−3,0 %            | ✓        |
| 2002 | 106 712           | ▲ 6,7 %            | ✓        |
| 2003 | 133 656           | ▲ 25,2 %           | ✓        |
| 2004 | 181 600           | ▲ 36,9 %           | ✓        |
| 2005 | 241 473           | ▲ 33,0 %           | ✓        |
| 2006 | 301 244           | ▲ 24,8 %           | ✓        |
| 2007 | 351 928           | ▲ 16,8 %           | ✓        |
| 2008 | 467 581           | ▲ 32,8 %           | ✓        |
| 2009 | 301 667           | ▼−35,5 %           | ✓        |
| 2010 | 397 068           | ▲ 31,6 %           | ✓        |
| 2011 | 516 718           | ▲ 30,1 %           | ✓        |
| 2012 | 524 735           | ▲ 1,6 %            | ✓        |
| 2013 | 525 976           | ▲ 0,2 %            | ✓        |
| 2014 | 497 358,7         | ▼−5,4 %            | ✓        |
| 2015 | 343 511,8         | ▼−30,9 %           | ✓        |
| 2016 | 285 652           | ▼−16,7 %           | ✓        |
| 2017 | 357 767           | ▲ 25,2 %           | ✓        |
| 2018 | 449 564           | ▲ 25,8 %           | ✓        |
| 2019 | 424 626           | ▼−6,0 %            | ✓        |
| 2020 | 338 183           | ▼−20,7 %           | ✓        |
| 2021 | 493 344           | ▲ 45,7 %           | ✓        |
| 2022 | 591 500           | ▲ 19,9 %           | ✓        |
| 2023 | 425 100           | ▼ 28,1 %           | ✓        |

В середине 2022 года премьер-министр РФ Михаил Мишустин сообщил, что объём несырьевого неэнергетического экспорта из страны за первые восемь месяцев увеличился на 7 % в денежном выражении, по сравнению с тем же периодом прошлого года, и составил $125 млрд. По его словам, сокращение торговли с США, Великобританией, Японией и рядом стран выстраивающих препоны на пути «нормальной кооперации» идёт на фоне роста товарооборота с дружественными государствами БРИКС, Турцией, Египтом. На смену отказавшегося от российской металлопродукции Евросоюза пришли государства Азиатско-Тихоокеанского региона (АТР) и СНГ, нарастившие поставки проката из России; также констатировал устойчивый спрос на российские пиломатериалы, целлюлозу, упаковку в АТР, на удобрения — в Латинской Америке; масложировая продукция востребована на Ближнем Востоке. Продолжается экспорт российского зерна в Египет, Турцию, страны Персидского залива, Африки, Азии. Поставки мяса из РФ выросли вдвое в Саудовскую Аравию, страны СНГ и Северной Африки. Вырос экспорт переработанной рыбной продукции в Азию и Европу.
В конце октября 2022 The New York Times сообщило о том, что в этом году, несмотря на введённые санкции, международная торговля России резко возросла, поскольку, по мнению издания, она имеет давние торговые партнёрские отношения во всём мире и разорвать их непросто. Как показывает анализ издания, стоимость экспорта России выросла даже в тех многочисленных странах, которые принимали активное участие в давлении на РФ.  Данные анализа показывают, что на смену давним экономическим связям России с Европой, по мере перенаправления товарных потоков, формируются новые торговые союзы. The New York Times перечислила некоторые страны, где среднемесячный объём российского экспорта вырос по сравнению с показателем за предыдущие пять лет: в Индии он составил 430 % (текущий общий объём торговли, считая экспорт и импорт, $3,3 млрд, рост плюс 310 %); Турция — 213 % ($6,2 млрд, 198 %); Бразилия — 166 % ($939 млн, 106 %); Испания — 112 % ($739 млн, 57 %) Китай — 98 % ($15 млрд, 64 %); Нидерланды — 74 % ($2 млрд, 32 %); Саудовская Аравия — 45 % ($103 млн, 36 %); Япония — 40 % ($1,6 млрд, плюс 13 %); Германия —38 % ($8 млрд, минус 3 %); Норвегия — 21 % ($198 млн, плюс 15 %).
По данным The New York Times, к январю 2023 года внешняя торговля России по своим основным показателям вернулась на уровень, на котором она находилась до начала боевых действий на Украине. Зарубежным партнёрам оказалось непросто отказаться сократить торговые связи с РФ от российских ресурсов, а Центробанк страны смог обеспечить стабильность и курса рубля, и финансовых рынков.

### Продукция ТЭКа
В 2020 году впервые за два десятилетия на экспорт энергоносителей (нефть, газ, уголь) пришлось меньше половины общего российского экспорта (49,6 %), а за период с июля 2020 по июнь 2021 доля снизилась до 42 % ($159.2 млрд).
В 2021 году удельный вес топливно-энергетических товаров в товарной структуре экспорта составил 54,3 % (в 2020 года — 49,7 %). В товарной структуре экспорта в страны дальнего зарубежья доля этих товаров составила 58,5 % (в 2020 года — 53,9 %), в страны СНГ — 26,4 % (24,7 %). По сравнению с 2020 годом стоимостный объём топливно-энергетических товаров возрос на 59,3 %, а физический остался на уровне прошлого года. В экспорте товаров топливно-энергетического комплекса возросли физические объёмы электроэнергии в 1,9 раза, керосина — на 28,3 %, угля каменного — на 6,4 %, газа природного — на 0,5 %. Вместе с тем снизились физические объёмы поставок бензина автомобильного на 24,5 %, нефти сырой — на 3,8 %.
Для насыщения внутреннего рынка и стабилизации цен в сентябре 2023 года Россия ввела бессрочный запрет на экспорт нефтепродуктов во все страны за исключением Белоруссии, Казахстана, Армении и Кыргызстана. Это было сделано из-за внутреннего дефицита, который особенно остро ощущался в южных регионах России во время уборки урожая.

### Вооружение
В 1995—2001 годах экспорт российских вооружений составлял около $3 млрд ежегодно. Затем он начал расти, превысив в 2002 году $4,5 млрд, в 2004 — $5,5 млрд, в 2006 — $6,4 млрд.
1 марта 2007 года указом президента России Владимира Путина единым государственным посредником в военно-техническом сотрудничестве был назначен Рособоронэкспорт, а производители вооружений лишились права экспорта конечной продукции.
В 2005—2009 гг. доля России на мировом рынке вооружений составляла 23 %, уступая лишь США (32 %).
В 2009 году Россия имела военно-техническое сотрудничество с более чем 80 государствами мира и осуществляла поставки продукции военного назначения в 62 страны, а объём российского экспорта продукции военного назначения в 2009 году превысил 260 миллиардов рублей ($8,8 млрд). Согласно данным СИПРИ, доля поставок боевых самолётов в период 2005—2009 гг. составила для России 40 % от общего объёма экспорта основных видов обычных вооружений, согласно данным Рособоронэкспорта эта доля составляет примерно 50 % от объёма всех продаж российских вооружений. По итогам 2009 года объём экспорта вооружений из России составил $7,4 млрд, портфель заказов «Рособоронэкспорта» за этот год вырос с 22 до $32 млрд.
В 2019 году экспорт составил 15,2 млрд долл в почти 50 стран, а за период с июля 2020 по июнь 2021 года — $48,6 млрд, или 12,8 % от общего экспорта.
Россия имеет многомиллиардные контракты на поставку вооружений и продукции двойного назначения с Индией, Венесуэлой, Китаем, Вьетнамом, Алжиром, Кувейтом, Грецией, Ираном, Бразилией, Сирией, Малайзией и Индонезией.

### Продовольствие и сельскохозяйственная продукция

Динамика экспорта пшеницы из России в 1996—2009 годах, в млн тонн

Динамика экспорта машин и оборудования из России в 1994—2009 годах, в млрд $

Динамика экспорта из России программного обеспечения и услуг по его разработке в 2002—2008 годах, в млрд $

По данным на начало 2010 года, Россия находилась на 3-м месте в мире по экспорту зерновых (после США и Евросоюза) и на 4-м месте в мире по экспорту пшеницы (после США, Евросоюза и Канады).
В 2016 году объём продовольственного экспорта увеличился на 4 % и достиг исторического максимума $17 млрд. В структуре экспорта наибольшая доля приходится на пшеницу — 27,7 % от всего объёма экспорта продовольствия — 25 млн тонн; первое место в мире. Далее следуют мороженая рыба — 12,9 %, подсолнечное масло — 9,5 % и кукуруза — 5,6 %.
В 2018 году объём экспорта сельскохозяйственной продукции из России составил 25,9 млрд долл. (рост к 2017 году почти на 20 %).
В 2019 экспорт составил +$24 млрд, в планах к 2024 года экспорт должен быть около +$50 млрд.
Экспорт продовольствия в 2020 году дал около 10 % всей экспортной выручки России. Экспорт продукции АПК по итогам 2020 года составил $29,980 млрд, что превысило объём импорта за тот же год.
Россия к 11 июля 2021 экспортировала продукции АПК на $15,6 млрд, что на 18 % больше, чем за аналогичный период прошлого года. В лидеры по закупкам впервые вышел Евросоюз, сместив с первого места Китай. На третьем месте — Турция (на $1,808 млрд, на 12 % больше). В топ-5 покупателей продукции российского АПК также входят Южная Корея и Казахстан, сместивший с пятого места Египет.
По заявлению Путина, сделанного в декабре 2022 года, продажи зерна за рубеж, с учётом рекордного урожая, должны достигнуть к концу 2022 сельскохозяйственного года, то есть к 30 июня 2023, 50 млн тонн.

### Машины и оборудование
В 2014 году из России было экспортировано машин и оборудования на $17,9 млрд, в том числе в страны за пределами СНГ — $11,8 млрд, в страны СНГ — $6,1 млрд. С 1999 по 2009 год суммарный экспорт машин и оборудования из России увеличился в 2,3 раза, их экспорт в страны за пределами СНГ — 2 раза, в страны СНГ — в 3,2 раза.
В 2015 году объём экспорта машин и оборудования увеличился до $21,5 млрд.

#### Автомобили
В 2009 году из России было экспортировано около 42 тыс. легковых и 15 тыс. грузовых автомобилей на общую сумму $637 млн.
Большая часть физического объёма экспортируемых из России грузовых автомобилей поставляется в страны СНГ. В 2009 году стоимостный объём экспорта грузовых автомобилей за пределы СНГ ($201 млн) впервые с 2002 года превысил объём их экспорта в СНГ ($189 млн).
| Год  | Количество, тыс. шт. | Объём, $млн | Годовой прирост, % | Источник |
| ---- | -------------------- | ----------- | ------------------ | -------- |
| 2012 | 113                  | 988         |                    | ✓        |
| 2013 | 137,9                | 1 485       | ▲ 21 %             | ✓        |
| 2014 | 127,5                | 1 460       | ▼-7,5 %            | ✓        |
| 2015 | 97,4                 | 1 100       | ▼-23,6 %           | ✓        |
| 2016 | 68                   | 1 100       | ▼-30,2 %           | ✓        |
| 2017 | 84,4                 | 1 320       | ▲ 24,1 %           | ✓        |
| 2018 | 93,5                 | 1 288       | ▲ 10,1 %           | ✓        |
| 2019 | 110,0                | 1 604       | ▲ 17 %             | ✓        |
| 2020 | 65,0                 | 986,9       | ▼-41,2 %           | ✓        |
| 2021 | 89.1                 | 1 398.2     | ▲ 37,2 %           | ✓        |

| Год  | Количество, тыс. шт. | Объём, $млн | Годовой прирост, % | Источник |
| ---- | -------------------- | ----------- | ------------------ | -------- |
| 2012 | 18,8                 | 512,7       |                    | ✓        |
| 2013 | 27,0                 | 607,5       | ▲ 43,6 %           | ✓        |
| 2014 | 22,0                 | 503,6       | ▼-18,5 %           | ✓        |
| 2015 | 20,0                 | 451,0       | ▼-9,1 %            | ✓        |
| 2016 | 14,3                 | 352,9       | ▼-28,5 %           | ✓        |
| 2017 | 14,6                 | 335,9       | ▲ 2,1 %            | ✓        |
| 2018 | 15,0                 | 378,8       | ▲ 3 %              | ✓        |
| 2019 | 14,6                 | 396,0       | ▼-3 %              | ✓        |
| 2020 | 12,2                 | 324,0       | ▼-17,7 %           | ✓        |
| 2021 | 13.4                 | 356.1       | ▲ 11,1 %           | ✓        |

### Химическая продукция
По данным ООН за первые 10 месяцев 2022 года российский экспорт удобрений вырос на 70 % до $16,7 млрд по сравнению с тем же периодом 2021 года. По статистике торговых партнеров России, в натуральном выражении зарубежные продажи РФ, крупнейшего в мире экспортера удобрений, упали всего на 10 %. При этом аналитики в феврале 2022 года предсказывали прекращение поставок. По данным экспертов, Москва увеличивает экспорт в Индию, Турцию и Вьетнам, делая их крупнейшими бенефициарами импорта удобрений.
В декабре 2022 года Путин сообщил, что за 11 прошедших месяцев Россия экспортировала более 25 млн тонн минеральных удобрений.
Согласно статистике Евростата, в 2022 году экспорт удобрений из России в Евросоюз составил 2,6 млрд евро, на 40 % выше больше, чем в 2021 году.

### Металлургическая продукция

Динамика экспорта продукции чёрной и цветной металлургии из России в 2000—2007 годах, в $млрд

По данным на 2007 год, Россия занимала 3 место в мире (после Китая и Японии) по экспорту стальной продукции (27,6 млн тонн в год). По данным на 2008 год, Россия занимала 1-е место в мире по экспорту алюминия и никеля.

### Алмазы
Основные импортёры российских алмазов: Евросоюз, Израиль, Объединённые Арабские Эмираты.

### Программное обеспечение
Объём экспорта российского программного обеспечения и услуг по его разработке в 2020 году вырос приблизительно на 4,3 % и составил около $8,6 млрд.
Экспорт российского программного обеспечения в 2021 году вырос почти на 20 % по сравнению с 2020 годом, сообщили ТАСС в аппарате вице-премьера РФ Дмитрия Чернышенко.
| Год   | Объём, $млрд | Годовой прирост, % |
| ----- | ------------ | ------------------ |
| 2002  | 0,345        | -                  |
| 2003  | 0,53         | ▲ 53 %             |
| 2004  | 0,74         | ▲ 39 %             |
| 2005  | 0,95         | ▲ 28 %             |
| 2006  | 1,41         | ▲ 49 %             |
| 2007  | 2,15         | ▲ 52 %             |
| 2008  | 2,60         | ▲ 21 %             |
| 2009  | 2,75         | ▲ 5 %              |
| 2010  | 3,30         | ▲ 20 %             |
| 2011  | 4,00         | ▲ 22 %             |
| 2012  | 4,60         | ▲ 13 %             |
| 2013  | 5,40         | ▲ 17 %             |
| 2014  | 6,0          | ▲ 11 %             |
| 2015  | 6,7          | ▲ 12 %             |
| 2016  | 7,6          | ▲ 13 %             |
| 2017  | 8,8          | ▲ 16 %             |
| 2018  | 9,68         | ▲ 10 %             |
| 2019* | 8,25         | ▲ 17,25 %**        |
| 2020* | 8,6          | ▲ 4,3 %            |

* — соотносить абсолютные величины 2018 и 2019 годов в данном случае некорректно с учётом того, что часть компаний перестали считаться российскими.
** — рост только по компаниям, которые по-прежнему являются российскими (без учёта тех, которые этот статус потеряли).
В общем объёме экспорта российского программного обеспечения можно выделить следующие основные направления (перечислены в порядке убывания абсолютных значений прироста объёмов продаж):
1. заказная разработка;
2. мобильные приложения;
3. разработка сайтов;
4. встроенное ПО (в оборудование, устройства);
5. разработка базового ПО (СУБД, ОС, офисные приложения, языки и инструменты программирования и виртуализации);
6. системы управления предприятием, документооборотом, проектированием и производством (ERP, CRM, ECM, СЭД, САПР, АСУ ТП и другие);
7. решения в сфере информационной безопасности;
8. навигационные системы;
9. геоинформационные системы (ГИС);
10. компьютерные игры;
11. проведение научных исследований;

## Импорт в Россию
По данным таможенной статистики ФТС импорт России в 2021 году составил $296,1 млрд и по сравнению с январем-декабрем 2020 года увеличился на 26,5 %. На долю стран дальнего зарубежья приходилось 89,3 %, на страны СНГ — 10,7 %.
В товарной структуре импорта наибольший удельный вес приходился на машины и оборудование — 49,2 % (в 2020 году — 47,6 %). В товарной структуре импорта из стран дальнего зарубежья доля этих товаров составила 52,6 % (в 2020 году — 50,8 %), из стран СНГ — 20,7 % (21,2 %). Стоимостный объём ввоза этой продукции по сравнению с 2020 годом увеличился на 30,8 %, в том числе механического оборудования — на 25,9 %, электрического оборудования — на 21,8 %, инструментов и аппаратов оптических — на 6,9 %. Возрос физический объём импорта легковых и грузовых автомобилей в 1,4 раза.
Удельный вес продукции химической промышленности в товарной структуре импорта 2021 года составил 18,3 %. В товарной структуре импорта из стран дальнего зарубежья и из стран СНГ доля этих товаров также сохранилась на уровне 2020 года и составила 18,8 % и 14,0 % соответственно. По сравнению с 2020 годом стоимостный объём ввоза продукции химической промышленности увеличился на 26,7 %, а физический — на 6,5 %. При этом, возросли физические объёмы поставок фармацевтической продукции на 20,8 %, каучука, резины и изделий из них — на 14,7 %, пластмасс и изделий из них — на 12,4 %, продуктов органической химии — на 7,1 %, удобрений — на 5,5 %, продуктов неорганической химии — на 2,5 %, мыла и моющих средств на — 2,1 %.
Доля импорта продовольственных товаров и сырья для их производства в 2021 года составила 11,6 % (в 2020 году — 12,8 %). В товарной структуре импорта из стран дальнего зарубежья доля этих товаров составила 10,3 % (в 2020 году — 11,3 %), из стран СНГ — 22,3 % (25,2 %). Стоимостный объём импорта продовольственных товаров и сырья для их производства в 2021 году возрос на 14,1 %, а физический — на 4,4 %. Поставки рыбы свежей и мороженой увеличились на 9,9 %, масла подсолнечного — на 7,3 %, сыров и творога — на 4,1 %. При этом снизились физические объёмы поставок молока и сливок — на 21,5 %, мяса свежего и мороженного — на 17,2 %.
Удельный вес металлов и изделий из них в товарной структуре импорта в 2021 году составил 6,9 % (в 2020 году — 6,8 %). В товарной структуре импорта из стран дальнего зарубежья доля этих товаров составила 5,7 % (в 2020 году — 6,0 %), из стран СНГ — 16,9 % (13,7 %). Стоимостной объём данной товарной группы возрос по сравнению с 2020 годом на 28,3 %, а физический — на 5,0 %. Возросли физические объёмы поставок металлоконструкций из черных металлов на 14,1 %, крепежной арматуры и фурнитуры — на 13,5 %, проката плоского из железа и нелегированной стали — на 5,6 %. Физические объёмы ввоза труб сократились на 11,3 %.
Удельный вес текстильных изделий и обуви в 2021 году составил 5,8 % (в 2020 году — 6,3 %). В товарной структуре импорта из стран дальнего зарубежья доля этих товаров составила 5,5 % (в 2020 году — 6,1 %), из стран СНГ — 8,0 % (7,6 %). Стоимостный объём товаров данной группы возрос на 16,2 %, а физический объём — на 11,5 %.
Доля импорта топливно-энергетических товаров в 2021 году осталась на уровне 2020 года и составила 0,8 %. В товарной структуре импорта из стран дальнего зарубежья доля этих товаров составила 0,5 % (в 2020 года — 0,5 %), из стран СНГ — 3,2 % (3,5 %). Стоимостной объём данной товарной группы по сравнению с аналогичным периодом прошлого года возрос на 31,0 %, а физический снизился на 3,4 %.
В страновой структуре внешней торговли России на долю Европейского Союза в 2021 году приходилось 35,9 % российского товарооборота (в 2020 году — 33,8 %), на страны АТЭС — 33,3 % (33,8 %), на страны СНГ — 12,2 % (12,9 %), на страны ЕАЭС — 8,8 % (9,1 %).
В 2021 году основными торговыми партнерами России  среди стран дальнего зарубежья были:
- Китай, товарооборот с которым составил 140,7 млрд долл. США (135,2 % к 2020 году);
- Германия — $57,0 млрд (135,7 %);
- Нидерланды — $46,4 млрд (162,6 %);
- США — $34,4 млрд (143,6 %);
- Турция — $33,0 млрд (157,0 %);
- Италия — $31,4 млрд (154,7 %);
- Республика Корея — $29,9 млрд (152,2 %);
- Соединённое Королевство — $26,7 млрд (3,4 %);
- Польша — $22,5 млрд (156,2 %);
- Франция — $22,0 млрд (172,8 %).

| Год  | Объём, $млн | Годовой прирост, % | Источник |
| ---- | ----------- | ------------------ | -------- |
| 1995 | 46 709      | ▲ 20,8 %           | ✓        |
| 1996 | 46 458      | ▼-0,5 %            | ✓        |
| 1997 | 53 123      | ▲ 14,3 %           | ✓        |
| 1998 | 43 579      | ▼-18,0 %           | ✓        |
| 1999 | 30 278      | ▼-30,5 %           | ✓        |
| 2000 | 33 880      | ▲ 11,9 %           | ✓        |
| 2001 | 41 883      | ▲ 23,6 %           | ✓        |
| 2002 | 46 177      | ▲ 10,3 %           | ✓        |
| 2003 | 57 347      | ▲ 24,2 %           | ✓        |
| 2004 | 75 569      | ▲ 31,8 %           | ✓        |
| 2005 | 98 708      | ▲ 30,6 %           | ✓        |
| 2006 | 137 807     | ▲ 39,6 %           | ✓        |
| 2007 | 199 753     | ▲ 45,0 %           | ✓        |
| 2008 | 267 101     | ▲ 33,7 %           | ✓        |
| 2009 | 167 348     | ▼-37,3 %           | ✓        |
| 2010 | 228 912     | ▲ 36,8 %           | ✓        |
| 2011 | 305 760     | ▲ 33,6 %           | ✓        |
| 2012 | 317 263     | ▲ 3,8 %            | ✓        |
| 2013 | 315 297,5   | ▼-0,6 %            | ✓        |
| 2014 | 287 062,7   | ▼-9,0 %            | ✓        |
| 2015 | 182 902,3   | ▼-36,3 %           | ✓        |
| 2016 | 182 448     | ▼-0,2 %            | ✓        |
| 2017 | 227 464     | ▲ 24,7 %           | ✓        |
| 2018 | 238 493     | ▲ 4,7 %            | ✓        |
| 2019 | 247 393,4   | ▲ 2,2 %            | ✓        |
| 2020 | 233 729,5   | ▼-5,7 %            | ✓        |
| 2021 | 296 086,2   | ▲ 26,5 %           | ✓        |

В 2023 году импорт в России сократился с 26 % ВВП в 2019 году до 19 % ВВП РФ или 32 трлн рублей. По заявлению Путина, эту долю к 2030 году необходимо сократить до 17 % ВВП за счет конкурентным местных производств, способных обеспечивать внутренние потребности страны.

### Продовольствие и сельскохозяйственная продукция
В 2000—2002 гг. объём импорта пищевых продуктов в Россию превышал объём их экспорта из России. Аналогичная ситуация наблюдалась практически во всех европейских странах, за исключением Франции, Швеции, Германии и Финляндии.
С 2006 года абсолютные объёмы импорта мяса птицы в Россию почти постоянно сокращаются: с 1,33 млн тонн в 2005 году до 0,99 млн тонн в 2009 году. Удельный вес импортной продукции на российском рынке мяса птицы уменьшился с 65 % в 1997 году до 28 % в 2009 году.
Импорт зерна сократился с 6,9 млн тонн в 1999 году до 429 тыс. тонн в 2009 году.
Импорт пшеницы сократился с 2,6 млн тонн в 2000 году до 95 тыс. тонн в 2009 году.
Импорт ячменя сократился с 635 тыс. тонн в 2000 году до 30 тыс. тонн в 2009 году.
Импорт кукурузы сократился с 702 тыс. тонн в 2000 году до 38 тыс. тонн в 2009 году.
Импорт подсолнечного масла повысился с 76 тыс. тонн в 1994 году до 301 тыс. тонн в 1999 году, а затем понизился до 43 тыс. тонн в 2009 году.
Импорт сахара-сырца сократился с 4,5 млн тонн в 2000 году до 1,3 млн тонн в 2009 году.
Импорт белого сахара сократился с 467 тыс. тонн в 2000 году до 259 тыс. тонн в 2009 году.
| Год  | Объём, $млн | Годовой прирост, % | Источник |
| ---- | ----------- | ------------------ | -------- |
| 1995 | 13 152      |                    | ✓        |
| 1996 | 11 557      | ▼-12,13 %          | ✓        |
| 1997 | 13 278      | ▲ 14,89 %          | ✓        |
| 1998 | 10 820      | ▼-18,51 %          | ✓        |
| 1999 | 8 073       | ▼-25,39 %          | ✓        |
| 2000 | 7 384       | ▼-8,53 %           | ✓        |
| 2001 | 9 205       | ▲ 24,66 %          | ✓        |
| 2002 | 10 380      | ▲ 12,76 %          | ✓        |
| 2003 | 12 043      | ▲ 16,02 %          | ✓        |
| 2004 | 13 854      | ▲ 15,04 %          | ✓        |
| 2005 | 17 430      | ▲ 25,81 %          | ✓        |
| 2006 | 21 640      | ▲ 24,15 %          | ✓        |
| 2007 | 27 626      | ▲ 23,04 %          | ✓        |
| 2008 | 35 189      | ▲ 32,16 %          | ✓        |
| 2009 | 30 015      | ▼-14,70 %          | ✓        |
| 2010 | 36 398      | ▲ 21,27 %          | ✓        |
| 2011 | 42 535      | ▲ 16,86 %          | ✓        |
| 2012 | 40 655      | ▼-4,42 %           | ✓        |
| 2013 | 43 255      | ▲ 6,40 %           | ✓        |
| 2014 | 39 957      | ▼-7,62 %           | ✓        |
| 2015 | 26 650      | ▼-33,30 %          | ✓        |
| 2016 | 25 072      | ▼-5,92 %           | ✓        |
| 2017 | 28 924      | ▲ 15,36 %          | ✓        |
| 2018 | 29 796      | ▲ 3,01 %           | ✓        |
| 2019 | 30 182      | ▲ 1,30 %           | ✓        |
| 2020 | 29 917      | ▼-0,88 %           | ✓        |
| 2021 | 34 346      | ▲ 14,80 %          | ✓        |

## Статистика

### 2014 год
В 2014 году и последующий период на внешнюю торговлю России оказали существенное негативное воздействие введённые против неё экономические санкции и ответные внешнеторговые контрсанкции российского правительства.
По данным госкомстата внешнеторговый оборот России в 2014 году упал на 6,9 % (по сравнению с 2013 годом), составив $804,7 млрд, в том числе экспорт составил $496,7 млрд (94,9 % от 2013 года), импорт — $308,0 млрд (90,2 % от 2013 года). Сальдо торгового баланса осталось положительным, составив $188,7 млрд (в 2013 г. — $181,9 млрд).
По данным Банка России, внешнеторговый оборот России в 2014 году составил $805,789 млрд, положительное сальдо — $189,737 млрд. Товарооборот России со странами дальнего зарубежья (экспорт/импорт) — $428,929/271,978 млрд. Товарооборот России со странами СНГ (экспорт/импорт) — $68,834/36,048 млрд.

### 2017 год
Внешнеторговый оборот России в 2017 году составил $587,6 млрд. Российский экспорт в январе — декабре 2017 года составил $359,1 млрд. Импорт увеличился на 24,5 % в годовом выражении и по итогам 2017-го составил $228,5 млрд. Сальдо торгового баланса сложилось положительным в размере $130,6 млрд. Это на $26,5 млрд больше, чем в 2016 году.
В 2018 году внешнеторговый оборот России сохранил тенденции к росту: по итогам 2018 года составил $692,6 млрд, прирост по отношению к 2017 году составил 17,6 %. Экспорт товаров из России вырос на 25,6 % — до $452,1 млрд, импорт — на 5,1 % до $240,5 млрд, положительное сальдо внешней торговли составило $211,6 млрд, что в 1,62 раза больше, чем в 2017 году..

### 2020 год
По данным таможенной статистики внешнеторговый оборот России в 2020 году составил $571,9 млрд и по сравнению с 2019 годом сократился на 15,2 %. Экспорт России в 2020 году составил $338,2 млрд и по сравнению с 2019 годом сократился на 20,7 %. Импорт России в 2020 году составил $233,7 млрд и по сравнению с 2019 годом сократился на 5,7 %. Сальдо торгового баланса сложилось положительное в размере $104,5 млрд, что на $73,9 млрд меньше чем в 2019 году.
Основными торговыми партнерами России в 2020 году среди стран дальнего зарубежья были: Китай, товарооборот с которым составил $103,9 млрд (93,3 % к 2019 году), Германия — $41,9 млрд (78,9 %), Нидерланды — $28,6 млрд (58,6 %), Соединенное Королевство — $26,6 млрд (153,6 %), США — $23,9 млрд (91,1 %), Турция — $20,8 млрд (79,8 %), Италия — $20,2 млрд (80,1 %), Республика Корея — $19,6 млрд (80,5 %), Япония — $16,2 млрд (79,6 %), Польша — $14,3 млрд (80,3 %).

### 2021 год
По данным Банка России, внешнеторговый оборот за год составил $798,0 млрд (139,3 % к 2020 г.), в том числе экспорт — $494,0 млрд (148,2 %), импорт — $303,9 млрд (126,8 %).

### 2022 год
По данным Банка России за первое полугодии 2022 года профицит внешней торговли вырос до $158 млрд. За аналогичный период прошлого года он составил $39,7 млрд. Вместе с этим вырос и профицит текущего платежного баланса с $60,5 млрд за первое полугодие прошлого года до $138,5 млрд 2022 года.
Reuters со ссылкой на базу данных ООН по статистике торговли товарами UN Comtrade сообщил, что за период с марта по июнь 2022 года США и Евросоюз увеличили закупки алюминия и никеля из России по сравнению с тем же временным отрезком год назад. Евросоюз импортировал из России на 22 % больше никеля и на 13 % алюминия. США увеличил закупки этих металлов из России на 70 % и 21 % соответственно. По мнению Reuters это стало свидетельством тех сложностей, с которыми сталкивается Запад, оказывая давление на экономику РФ.
По данным независимой международной организации CREA (Центр по исследованию энергии и чистого воздуха) с 24 февраля по 24 августа Россия заработала около 158 миллиардов евро на экспорте ископаемого топлива. В свою очередь страны Евросоюза потратили на закупки российский углеводородов более 87,5 миллиарда евро. Среди других крупнейших экспортёров Китай — 34,9 млрд, Турция — 10,7 млрд, Индия — 6,6 млрд, Япония — 2,5 млрд , Египет — 2,3 млрд и Южная Корея — 2 млрд. CREA подчеркнуло, что Россия компенсирует снижение объёмов поставок за увеличившейся стоимости ископаемого топлива. Поэтому нынешние доходы РФ значительно превышают показатели прошлых лет.
По данным ФТС, положительное внешнеторговое сальдо за первые девять месяцев 2022 года составило рекордные $251 млрд, при товарообороте в 611 млрд. За январь-сентябрь 2022 года экспорт из России составил $431 млрд, тогда как за тот же период 2021 года он оценивался в $343,8 млрд, таким образом он вырос примерно на 25 %.
| Наименование | Объём, $млрд | Доля    | Годовой прирост |
| --- | ------------ | ------- | --------------- |
| Нефть сырая | 151,67       | 32,40 % | ▲ 32,87 %       |
| Газ природный | 66,40        | 14,19 % | ▲ 55,30 %       |
| Дизельное топливо                                                                                                 | 32,59        | 6,96 %  | ▲ 52,02 %       |
| Мазут | 30,73        | 6,56 %  | ▲ 68,72 %       |
| Чёрные металлы (кроме чугуна, ферросплавов, отходов и лома)                                                       | 21,10        | 4,51 %  | ▲ 34,66 %       |
| Машины и оборудование (без автомобилей)                                                                           | 20,47        | 4,37 %  | ▲ 15,06 %       |
| Нефтепродукты (кроме мазута, бензина и дизельного топлива)                                                        | 11,82        | 2,52 %  | ▲ 40,50 %       |
| Полуфабрикаты из углеродистой стали                                                                               | 10,74        | 2,29 %  | ▲ 61,43 %       |
| Уголь каменный | 7,75         | 1,66 %  | ▲ 44,77 %       |
| Алюминий необработанный                                                                                           | 7,49         | 1,60 %  | ▲ 0,86 %        |
| Оружие | 6,73         | 1,44 %  | ▼-4,61 %        |
| Прокат плоский из углеродистой стали                                                                              | 5,59         | 1,19 %  | ▲ 17,18 %       |
| Никель необработанный                                                                                             | 4,96         | 1,06 %  | ▼-42,66 %       |
| Удобрения минеральные калийные                                                                                    | 4,32         | 0,92 %  | ▲ 156,79 %      |
| Удобрения минеральные смешанные                                                                                   | 4,09         | 0,87 %  | ▲ 100,20 %      |
| Лесоматериалы необработанные                                                                                      | 3,49         | 0,75 %  | ▼-15,60 %       |
| Удобрения минеральные азотные                                                                                     | 3,42         | 0,73 %  | ▲ 73,55 %       |
| Бензин автомобильный                                                                                              | 3,19         | 0,68 %  | ▼-6,40 %        |
| Пшеница и меслин                                                                                                  | 2,86         | 0,61 %  | ▼-20,63 %       |
| Лесоматериалы обработанные                                                                                        | 2,82         | 0,60 %  | ▼-13,26 %       |
| Чугун | 2,55         | 0,54 %  | ▲ 43,94 %       |
| Руды и концентраты железные                                                                                       | 2,02         | 0,43 %  | ▲ 54,67 %       |
| Ферросплавы | 1,87         | 0,40 %  | ▲ 42,11 %       |
| Каучук синтетический                                                                                              | 1,85         | 0,40 %  | ▲ 41,25 %       |
| Аммиак безводный                                                                                                  | 1,64         | 0,35 %  | ▲ 122,44 %      |
| Медь рафинированная                                                                                               | 1,24         | 0,26 %  | ▼-34,32 %       |
| Целлюлоза древесная                                                                                               | 1,09         | 0,23 %  | ▲ 5,22 %        |
| Электроэнергия | 0,99         | 0,21 %  | ▲ 82,04 %       |
| Автомобили легковые                                                                                               | 0,91         | 0,19 %  | ▲ 12,63 %       |
| Кокс и полукокс                                                                                                   | 0,85         | 0,18 %  | ▲ 73,12 %       |
| Бумага газетная                                                                                                   | 0,77         | 0,17 %  | ▲ 22,70 %       |
| Фанера клееная | 0,76         | 0,16 %  | ▼-0,29 %        |
| Автомобили грузовые                                                                                               | 0,73         | 0,16 %  | ▼-8,97 %        |
| Метанол | 0,60         | 0,13 %  | ▲ 20,39 %       |
| Фосфаты кальция                                                                                                   | 0,49         | 0,10 %  | ▲ 181,9 %       |
| Водка | 0,13         | 0,03 %  | ▲ 20,94 %       |
| Ткани хлопчатобумажные                                                                                            | 0,07         | 0,01 %  | ▼-28,96 %       |
| Наименования, по которым сведения не опубликованы ФТС (кроме оружия, данные о котором взяты из другого источника) | 47,30        | 10,10 % | ▲ 18,92 %       |
| Общий экспорт | 468,07       | 100 %   | ▲ 32,80 %       |

| Наименование                                                | Объём, $млрд | Доля    | Годовой прирост |
| ----------------------------------------------------------- | ------------ | ------- | --------------- |
| Машины и оборудование                                       | 136,46       | 51,12 % | ▲ 39,14 %       |
| Автомобили легковые                                         | 30,26        | 11,34 % | ▲ 41,85 %       |
| Медикаменты                                                 | 7,47         | 2,80 %  | ▲ 35,41 %       |
| Чёрные металлы (кроме чугуна, ферросплавов, отходов и лома) | 5,43         | 2,03 %  | ▲ 5,22 %        |
| Автомобили грузовые                                         | 4,24         | 1,59 %  | ▲ 46,01 %       |
| Мясо свежее и мороженое (кроме мяса птицы)                  | 3,58         | 1,34 %  | ▲ 4,30 %        |
| Напитки алкогольные и безалкогольные                        | 2,61         | 0,98 %  | ▲ 16,10 %       |
| Одежда (без обуви)                                          | 2,43         | 0,91 %  | ▲ 63,00 %       |
| Мебель                                                      | 2,05         | 0,77 %  | ▲ 37,79 %       |
| Обувь кожаная                                               | 1,79         | 0,67 %  | ▲ 32,64 %       |
| Трубы стальные                                              | 1,79         | 0,67 %  | ▼-25,90 %       |
| Рыба свежая и мороженая                                     | 1,66         | 0,62 %  | ▲ 17,52 %       |
| Мясо птицы свежее и мороженое                               | 1,34         | 0,5 %   | ▲ 27,41 %       |
| Цитрусовые                                                  | 0,95         | 0,36 %  | ▲ 12,84 %       |
| Сахар-сырец                                                 | 0,94         | 0,35 %  | ▼-14,97 %       |
| Уголь каменный                                              | 0,89         | 0,33 %  | ▲ 89,69 %       |
| Нефть сырая                                                 | 0,88         | 0,33 %  | ▲ 33,91 %       |
| Нефтепродукты (кроме бензина, дизельного топлива и мазута)  | 0,77         | 0,29 %  | ▲ 35,04 %       |
| Продукты, содержащие какао                                  | 0,55         | 0,21 %  | ▲ 25,46 %       |
| Химические средства защиты растений                         | 0,53         | 0,20 %  | ▲ 57,10 %       |
| Чай                                                         | 0,51         | 0,19 %  | ▲ 18,18 %       |
| Дизельное топливо                                           | 0,26         | 0,10 %  | ▲ 37 685,71 %   |
| Волокно хлопковое, нечёсаное                                | 0,25         | 0,09 %  | ▲ 2,02 %        |
| Масло сливочное                                             | 0,25         | 0,09 %  | ▲ 43,14 %       |
| Кофе                                                        | 0,24         | 0,09 %  | ▲ 42,80 %       |
| Бензин автомобильный                                        | 0,22         | 0,08 %  | ▲ 1 990,57 %    |
| Каучук натуральный и синтетический                          | 0,22         | 0,08 %  | ▲ 47,10 %       |
| Газ природный                                               | 0,19         | 0,07 %  | ▲ 39,48 %       |
| Кукуруза                                                    | 0,18         | 0,07 %  | ▲ 183,10 %      |
| Масло подсолнечное                                          | 0,18         | 0,07 %  | ▲ 32,96 %       |
| Мазут                                                       | 0,18         | 0,07 %  | ▲ 3 997,67 %    |
| Какао-бобы                                                  | 0,16         | 0,06 %  | ▲ 11,82 %       |
| Сигареты и сигары                                           | 0,16         | 0,06 %  | ▲ 49,09 %       |
| Изделия и консервы из мяса                                  | 0,14         | 0,05 %  | ▲ 39,32 %       |
| Ткани хлопчатобумажные                                      | 0,12         | 0,04 %  | ▲ 25,64 %       |
| Пшеница и меслин                                            | 0,06         | 0,02 %  | ▼-15,80 %       |
| Молоко и сливки сгущённые                                   | 0,06         | 0,02 %  | ▲ 9,72 %        |
| Электроэнергия                                              | 0,06         | 0,02 %  | ▼-47,96 %       |
| Антибиотики                                                 | 0,06         | 0,02 %  | ▲ 11,75 %       |
| Ячмень                                                      | 0,05         | 0,02 %  | ▼-26,76 %       |
| Сахар белый                                                 | 0,03         | 0,01 %  | ▼-44,11 %       |
| Руды и концентраты алюминиевые                              | 0,01         | 0,005 % | ▲ 37,78 %       |
| Наименования, по которым сведения не опубликованы ФТС       | 53,61        | 20,08 % | ▲ 22,73 %       |
| Общий импорт                                                | 266,92       | 100 %   | ▲ 33,65 %       |

### 2023 год
По данным ФТС, в 2023 году самая большая часть товарооборота России пришлась на страны Азии. Экспорт в них составил $306,6 млрд и обозначил годовой рост на 5,6 %, а импорт вырос на 29,2 % достиг уровня $187,5 млрд. Товарооборот с Африкой также вырос: экспорт увеличился на 42,9 % до $21,2 млрд, импорт поднялся на 8,6 % до $3,4 млрд. Экспорт в европейские страны сократился на 68 % до $84,9 млрд, импорт — на 13,3 % до $78,5 млрд.
Объём несырьевого неэнергитического экспорта с 2021 по 2023 год увеличился более чем в 4 раза с $26 млрд в год до $148 млрд.

### 2024 год
За первые семь месяцев 2024 года объём несырьевого неэнергетического экспорта составил $89,8 млрд, что на 5 % выше результата 2023 года.

## Торговые партнёры

### По годам

#### 2008 год
В страновой структуре внешней торговли России особое место занимает Евросоюз как крупнейший экономический партнёр страны. На долю Евросоюза в 2008 году приходилось 52 % российского товарооборота (в 2007 году — 51,3 %), на страны СНГ — 14,5 % (в 2007 году — 15 %), на страны ЕврАзЭС — 8,2 % (8,7 %), на страны АТЭС — 20,4 % (19,3 %).
Основными торговыми партнёрами России в 2008 году среди стран дальнего зарубежья были Германия, товарооборот с которой составил $67,3 млрд, Нидерланды — $61,8 млрд, Китай — $55,9 млрд, Италия — $52,9 млрд, Турция — $33,8 млрд, Япония — $29 млрд, США — $27,3 млрд, Польша — $27,2 млрд, Великобритания — $22,5 млрд, Финляндия — $22,4 млрд. 

#### 2010 год
В марте 2010 года главы аграрных министерств Бразилии, России, Индии и Китая (БРИК) подписали декларацию о сотрудничестве, которая подразумевает реализацию четырёх направлений многостороннего сотрудничества: в частности, увеличение взаимного сельхозтоварооборота между странами, с созданием сельскохозяйственной информационной базы стран БРИК.
В июле 2010 года начал действовать Таможенный союз Белоруссии, Казахстана и России. По некоторым оценкам, создание Таможенного союза позволит стимулировать экономическое развитие и может дать дополнительно 15 % к ВВП стран-участниц к 2015 году.

#### 2012 год
Основными торговыми партнёрами России в 2012 году были Китай, товарооборот с которым составил $87,5 млрд, Нидерланды — $82,7 млрд, Германия — $73,9 млрд, Италия — $45,8 млрд, Украина — $45,1 млрд, Белоруссия — $35,7 млрд, Турция — $34,2 млрд, Япония — $31,2 млрд, США — $28,3 млрд, Польша — $27,4 млрд, Казахстан — $22,4 млрд.

#### 2013 год
Страны российского экспорта в 2013 году:
- Нидерланды — 70,126 млрд долл. США (13,32 %), минеральные продукты (нефть, нефтепродукты, газы нефтяные и углеводороды) — 88,2 %, металлы и изделия из них — 10,4 %, продукция химической промышленности — 0,6 %, продовольственные товары и сельхозсырьё — 0,5 %, машины, оборудование и транспортные средства — 0,2 %, древесина и целлюлозно-бумажные изделия — 0,1 % (2012)[95];
- Италия — 39,315 (7,47 %);
- Германия — 37,028 (7,03 %);
- Китай — 35,631 (6,77 %);
- Турция — 25,500 (4,84 %);
- Украина — 23,796 (4,52 %);
- Белоруссия — 20,028 (3,80 %);
- Япония — 19,649 (3,73 %);
- Польша — 19,582 (3,72 %), нефть, газ и газовый конденсат — 70,35 %, уголь — 2,35 %, чёрные металлы — 1,13 %, синтетический каучук — 1,06 % (2012)[96];
- Казахстан — 17,460 (3,32 %), нефть, газ и газовый конденсат — 30 %, машиностроение — 29 %, металлы — 18 %, химическая продукция — 13 %[97];
- Великобритания — 16,449 (3,12 %);
- Южная Корея — 14,868 (2,82 %);
- Финляндия — 13,308 (2,53 %);
- США — 11,196 (2,13 %).

На страны СНГ (без Грузии и стран Балтии) приходится в 2013 году 13,96 %.

#### 2015 год
По данным статкомитета ООН в 2015 году доля стран в российском экспорте: Нидерланды 11,7 %; КНР 8,2 %; Италия 4,7 %; Германия 4,6 %; Корея 3,8 %; Белоруссия 3,6 %; Турция 3,4 %; Казахстан 3 %; Польша − 2,8 %; США 2,4 %; Украина 2,1 %.
Доля стран в российском импорте: КНР 19,4 %; Германия 10,4 %; США 6,3 %; Белоруссия 4,4 %; Италия 4,3 %; Япония 3,7 %; Украина 3,1 %.

### По странам

#### Абхазия
Россия является основной страной-партнёром Республики Абхазия во внешнеэкономической деятельности. Товарооборот с Россией за 2014 год составил 11 610,2 млн руб., в том числе: экспорт — 2300,1 млн руб., импорт — 9310,1 млн руб.
В этот период в Российскую Федерацию экспортировались: алкогольная продукция — 71 % от общего объёма экспорта; цитрусовые плоды — 21 %; прочая сельскохозяйственная продукция — 5 %; минеральные продукты — 1 % и прочие товары, на долю которых пришлось 6 %.
В структуре импорта из России преобладали: продукты питания — 25 %; горюче-смазочные материалы — 18 %; машины, оборудование и механизмы — 11 %; алкогольная, безалкогольная и табачная продукция — 10 %; продукты химической промышленности — 10 %; недрагоценные металлы и изделия из них — 8 %, а также другие промышленные товары — 18 %.

#### Азербайджан
В 2008 г. внешнеторговый оборот между Россией и Азербайджаном странами увеличился по сравнению с 2007 г. на 39,3 % и составил $2,403 млрд, экспорт вырос на 42,6 % — до $1,991 млрд, импорт увеличился на 25,4 % — $411,4 млн.
В 2004—2009 гг. на российском заводе «Красное Сормово» было построено 7 танкеров серии 19619, заказанных Азербайджанским государственным Каспийским морским пароходством.
В 2006 г. российское ОАО «Газэкспорт» поставило в Азербайджан 4,5 млрд кубометров газа по цене $110 за 1 тысячу кубометров.

#### Алжир
Торговый оборот между Россией и Алжиром в 2005 году составил $365 млн, из них 361 млн пришёлся на российский экспорт. Россия поставляет в Алжир зерно, металл, трубы, продукцию машиностроения.
10 марта 2006 президент РФ Путин и президент Алжира Абдельазиз Бутефлика подписали пакетное соглашение на поставки российских вооружений и военной техники на сумму около $7,5 млрд. Перечень поставок:
- 36 лёгких фронтовых истребителей МиГ-29СМТ, 28 тяжёлых многофункциональных истребителей Су-30МКА и 14 учебно-боевых самолётов Як-130 (в течение 4 лет). По мере поступления новых МиГ-29 старые самолёты этой марки (36 единиц), закупленные Алжиром в 1990-е годы в Белоруссии и на Украине, будут переданы российской авиакорпорации МиГ для ремонта, модернизации и продажи другим странам.
- 8 дивизионов зенитных ракетных комплексов С-300ПМУ-2 «Фаворит»;
- 300 танков Т-90С
- модернизация состоящих на вооружении сухопутных войск Алжира 250 танков Т-72С;
- противотанковые ракетные комплексы «Метис-М1» и «Корнет-Э».

#### Белоруссия
В 2008 году доля России в экспорте Белоруссии составила 32,2 %, в импорте Белоруссии — 59,8 %.
В Россию поступает 60-70 % всего экспорта средств транспорта, машин и оборудования Белоруссии.
До конца 2006 года Белоруссия имела возможность закупать нефть в России по внутренним российским ценам. Затем прежний порядок продажи нефти и газа был отменён, и цены на них были повышены. (см. Российско-белорусские энергетические конфликты).
В 2023 году взаимный товарооборот между Белоруссией и Россий составил 4 трлн 200 млрд рублей — максимальный показатель за всю историю торговли между странами. Транзитные перевозки товаров за указанный период достигли 20 млн тонн.

#### Бразилия
В 2022 году торговый оборот между Россией и Бразилией составил $9,8 млрд. В ближайшее время планируется увеличить экспорт удобрений из России в Бразилию и импорт мяса в РФ.

#### Великобритания
В 2007 году Великобритания закупила у России два вертолёта Ми-17 примерно за $14 млн.

#### Вьетнам
В 2005 году товарооборот между Россией и Вьетнамом превысил $1 млрд. Большая часть российского экспорта — продукция чёрной металлургии (более $790 млн), а также машины, оборудование и комплектующие к ним (14 %).
В 2008 году из России во Вьетнам было экспортировано вооружений примерно на $1 млрд, в 2009 году — на $3,5 млрд.
В конце 2009 года был подписан российско-вьетнамский контракт на поставку Вьетнаму шести дизель-электрических подводных лодок проекта 636 «Варшавянка». Сумма контракта — $1,8 млрд. Строительство подводных лодок будет вестись на «Адмиралтейских верфях» (Санкт-Петербург).
В феврале 2010 года было сообщено о заключении контракта на поставку из России во Вьетнам 12 истребителей Су-30МК2 и авиационного вооружения. Сумма контракта — около $1 млрд.

#### Грузия
После российского экономического кризиса 1998 года грузинский экспорт в Россию значительно сократился, что привело к снижению темпов роста экономики Грузии до нескольких процентов в год.
В 2005 году экспорт электроэнергии из России в Грузию составил 1,2 млрд кВт*ч.
20 декабря 2005 года российские власти запретили импорт в Россию из Грузии продукции растениеводства, мотивировав своё решение тем, что грузинская сторона неоднократно нарушала международные и российские требования при оформлении сопроводительных фитосанитарных сертификатов на груз.
По данным на начало 2006 года, в Россию направлялось около 80 % грузинского экспорта вин.
С 27 марта 2006 года российские власти ввели полный запрет на поставки и продажу в России вина и виноматериалов из Грузии, мотивировав этот шаг несоответствием значительной их части санитарным нормам. Руководство Грузии признало наличие большой массы подделок на рынке грузинского вина и возбудило уголовные дела против руководства ряда винных заводов. Согласно опросу ВЦИОМ, 71 % населения России поддержали ограничения, введённые в отношении грузинских вин.
В середине 2006 года российские власти запретили ввоз на территорию России грузинской минеральной воды «Боржоми» и «Набеглави» как не отвечающей российским требованиям по качеству.
В 2007 году Россия поставила Грузии 1,15 млрд кубометров природного газа (66 % потребления Грузии).
В 2008 году доля России в импорте Грузии составляла 6,8 %. В 2008 году в Грузию было импортировано 669 млн кВт*ч электроэнергии из России.
В 2009 году доля России в импорте Грузии составляла 6,6 %. В 2009 году в Грузию было импортировано 379 млн кВт*ч электроэнергии из России.
В настоящее время между Россией и Грузией подписано соглашение о взаимном обмене электроэнергией, согласно которому в осенне-зимний период Грузия получает энергию из России, а весной и летом возвращает потреблённый объём. Большая часть импортируемой Грузией пшеницы и меслина поставляется из России.

#### Израиль
Российский экспорт в Израиль на 80 % состоит из сырья. В 2008 году нефтепродуктов было поставлено почти на $1 млрд, что составило почти половину всего российского экспорта в Израиль. За 11 месяцев 2009 года нефтепродуктов было поставлено на $342 млн или 39,3 % от всего экспорта.
За 11 месяцев 2009 года необработанных бриллиантов и драгоценных металлов было поставлено на 227 миллионов (26 %), недрагоценных металлов на −74,4 миллиона (8,5 %), различных злаков и зерна на 91,6 миллиона (10,5 %), древесины, бумаги и текстиля на 12 — 15 миллионов каждого.
Израиль поставил в Россию почти на $120 млн или 23 % от всего экспорта, сельхозпродукции — овощей, фруктов, цветов, а также на 25 миллиона (4,9 %) продуктов переработки овощей. На 77 миллионов (15 %) драгоценных камней и металлов. На 70 миллионов (14 %) машин, механизмов и электротехнического оборудования, а также на 27 миллионов инструментов и приборов. На 60 миллионов (12 %) фармакологической продукции. На 42 миллиона (8 %) изделий из пластмассы и прочей химической продукции.
С января по август 2010 года израильский экспорт в Россию составил $537,7 млн (почти на 100 миллионов больше, чем в 2009 году), а импорт из России достиг $525,6 млн  по сравнению с 289,7 миллиона в 2009 году. Общий торговый оборот в 2010 году составил $1,063 млрд — на 27 % больше, чем в 2009.
По данным ФТС России, в 2012 году товарооборот России с Израилем составил $2909,7 млн и увеличился по сравнению с 2011 годом на 2,1 %. При этом экспорт составил $1624,2 млн и снизился на 0,92 %, импорт — $1285,6 млн и вырос на 17,7 %. Положительное сальдо России в торговле с Израилем в 2012 году составило $338,6 млн. Основная доля экспорта пришлась на следующие товарные группы: минеральные продукты (в основном ТЭК) — 33 %, драгоценные камни и металлы — 37,1 %, злаки — 14,9 %, металлы и изделия из них — 7,4 %. Основную долю импорта составила продукция химической промышленности — 31,7 %, а также фармацевтическая — 19 % и овощи — 18,2 %. В торговле услугами наблюдается рост, но первенство принадлежит израильским компаниям. По данным Банка России, общий оборот в 2011 году составил $1023,2 млн. Экспорт услуг из России — $245,2 млн, а импорт из Израиля — $777,9 млн. Инвестиционное сотрудничество с израильскими фирмами на территории РФ охватывает в основном такие сферы деятельности, как обрабатывающие производства, добыча полезных ископаемых, предоставление торгово-посреднических, консультативных и информационных услуг.

#### Индия
В марте 2010 года было объявлено о заключении российско-индийского контракта на поставку в Индию 29 самолётов МиГ-29К. Стоимость контракта — $1,5 млрд.
23 июня 2010 года с верфи калининградского завода «Янтарь» был спущен на воду фрегат проекта 11 356 водоизмещением 4 тыс. тонн, предназначенный для ВМС Индии.
По итогам 2023 года товарооборот между Россией и Индией увеличился в 1,8 раз и достиг уровня около $65 млрд. По информации статистической службы Индии, РФ заняла четвёртое место среди крупнейших партнеров страны. Импорт в Индию составил — $60,1 млрд, увеличившись в 1,8 раз. Экспорт в России поднялся в 1,4 раза и достиг $4 млрд 
По данным Reuters, в декабре 2024 года Россия и Индия заключили крупнейшую межгосударственную сделку в истории на ежегодную поставку «Роснефтью» 500 000 баррелей сырой нефти в день частному индийскому нефтеперерабатывающему заводу Reliance в течение 10 лет. Стоимость соглашения — около $13 млрд в год.

#### Индонезия
В конце 2007 года Россия и Индонезия заключили долгосрочный контракт по поставке в Индонезию российских вооружений.

#### Казахстан
В 2004 году на выборгском заводе «Вымпел» была заказана серия танкеров дедвейтом 12 тыс. тонн, три из которых были поставлены казахстанской компании «Казмортрансфлот» и ещё три — казахстанской компании Mobilex Energy.
В июле 2009 года на заводе «Красное Сормово» был построен танкер «Атырау» с дедвейтом 13 тыс. тонн, предназначенный для «Казмортрансфлота».
В 2019 общяя торговля составила $19,6 млрд, экспорт +$14 млрд, импорт −$5,5 млрд.

#### Китай
- 2023 — председатель КНР в ходе переговоров с президентом РФ (18.10.2023) отметил, что объём торговли достиг исторического максимума и движется к обозначенной цели в $200 млрд[122].
- 2022 — товарооборот России и Китая превысил $150 млрд.[123] Си Цзиньпин обозначил новую цель по наращиванию товарооборота — $200 млрд./год[124].
- В апреле 2010 года представитель концерна ПВО «Алмаз Антей» сообщил, что Россия выполнила контракт на поставку в Китай 15 дивизионов ЗРК С-300 «Фаворит»[125].
- В 2004 на Китай пришлось почти 50 % российского военного экспорта (около $2,8 млрд).
- В 2000 году из России в Китай было экспортировано 103 млн кВт*ч электроэнергии, в 2005 году — 492 млн кВт*ч[126]. В 2007 году поставки прекратились из-за ценовых разногласий[126][127]. В марте 2009 года поставки электроэнергии были возобновлены[126][127]. Экспорт электроэнергии ведётся по ЛЭП 220 кВ Благовещенская—Айгунь и 110 кВ Благовещенская—Хэйхэ[127]. На 2011 год запланирован ввод в эксплуатацию ЛЭП 500 кВ от подстанции Амурская до границы с Китаем, в результате чего экспорт электроэнергии в Китай может подняться до 4-5 млрд кВт*ч[127].

#### Куба
В 2005 российско-кубинская торговля была сведена с положительным для России сальдо в $5 млн. Российский экспорт на Кубу увеличился на 30 %, достигнув $65 млн. Он включал широкий спектр машинно-технической продукции.
В конце 2005 — начале 2006 годов на Кубу были поставлены два самолёта Ил-96-300 на сумму свыше $100 млн. В апреле 2006 года был подписан новый контракт на закупку на тех же условиях ещё 5 авиалайнеров российского производства: двух Ил-96-300 и трех Ту-204, один из которых в грузовом исполнении.

#### Лихтенштейн
В 2007 году экспорт России в Лихтенштейн составил 256 тыс. швейцарских франков, импорт России из Лихтенштейна — 78,8 млн швейцарских франков.

#### Объединённые Арабские Эмираты
В 2022 году объём продажи российской нефти в ОАЭ составил 60 миллионов баррелей, что в 3 раза превысило объёмы российского экспорта в эту страну в 2021 году.

#### Португалия
В 2007 году Португалия у России закупила шесть вертолётов Ка-32А11ВС за $36 млн.

#### Сирия
В советское время в Сирию в значительных количествах поставлялись советское огнестрельное оружие, автомобили, танки, самолёты, ракеты. Сирия не имела возможности расплачиваться с Советским Союзом за поставляемое оружие, поэтому к 1992 году её долг перед Россией превысил $13 млрд. В 2005 году Россия списала Сирии $10 млрд в обмен на гарантии новых заказов на вооружение. Так, после длительного застоя в 1990-х военно-техническое сотрудничество между двумя странами возобновилось. Поставки российского вооружения в Сирию осложняются непростыми отношениями этой страны с США и Израилем. В частности, Израиль неоднократно высказывал протест против поставок в Сирию противоракетного комплекса С-300 и перехватчиков МиГ-31, а также после начала переговоров о возможном строительстве в Тартусе полноценной базы российских ВМС.
В 2005 товарооборот составил $459,8 млн.

#### Таиланд
В октябре 2008 года был подписан контракт о закупке у России трёх вертолётов Ми-17 на сумму $27,5 млн.

#### Танзания
Россия ввозит черные металлы, машины и оборудование, удобрения, ликеро-водочные изделия, вывозит орехи-кешью, чай, кофе, пряности.
Товарооборот в 2006 году между Россией и Танзанией составил $57,1 млн. Из них на экспорт приходится $33,4 млн, а на импорт — $23,7 млн.

#### Тунис
Россия преимущественно поставляет в Тунис нефтепродукты, продукты неорганической химии (аммиак), серу, пиломатериалы, бумагу и целлюлозу, асбест, сталь, зерно. Тунис экспортирует в Россию преимущественно сельхозпродукцию — фрукты, оливковое масло, вина, морепродукты, а также парфюмерно-косметическую продукцию и одежду.
В 2008 году товарооборот между Россией и Тунисом по сравнению с 2007 годом увеличился в 2 раза и составил $1,6 млрд (в 2007 году — $800 млн), прежде всего за счет экспорта в Тунис нефтепродуктов ($550 млн), серы и аммиака ($500 млн).
По объёмам товарооборота Россия стала третьим внешнеторговым партнёром Туниса. Более 95 % его составляет российский экспорт — $1,69 млрд, оставшиеся 5 % ($25 млн) — импорт.

#### Турция
По итогам 2004 объём двусторонней торговли составил $10,9 млрд, в 2003 — $6,8 млрд. По итогам 2004 товарооборот Татарстана с Турцией составил около $1 млрд, Саратовской и Ростовской областей — по $250 млн.
На основе межправительственного соглашения, заключённого сроком на 25 лет, Турция, начиная с 1987, закупала у России природный газ. В 2004 с учётом балканского и трансчерноморского маршрутов в Турцию поставлено порядка 14,5 млрд м³, в том числе по «Голубому потоку» — 3,3 млрд м³.

#### Украина
После распада СССР Россия являлась важным рынком сбыта украинской промышленной и сельскохозяйственной продукции.
В 2000-е годы структура продовольственного экспорта Украины в Россию серьёзно изменилась: вчетверо сократился экспорт мяса и субпродуктов (со $196,0 млн до $46,4 млн), уменьшились поставки сахара (с $83,4 млн до $78,4 млн). Одновременно в 2000—2010 гг. увеличился экспорт с Украины других продовольственных товаров: молочных продуктов и яиц (с $72,7 млн до $400,1 млн), овощей (с $8,5 млн до $80,4 млн), фруктов и орехов (с $8,8 млн до $101,3 млн), жиров и растительных масел (с $67,2 млн до $274,8 млн), алкоголя (с $15,9 млн до $286,2 млн).
Максимального уровня товарооборот РФ и Украины достиг в 2011 году, составив $50,6 млрд. Начиная с 2012 года он неуклонно снижался, опустившись до $27,9 млрд в 2014 году. В 2014 году экспорт из России снизился по сравнению с 2013 годом на 28,2 % до $17,1 млрд, импорт — на 31,6 % до $10,8 млрд. За период с 2011 по 2015 гг. Украина опустилась с 5-го на 11-е место во внешней торговле России.
Основу российского экспорта на Украину в 2014 году ($17,1 млрд) составили:
- минеральные продукты — 62,2 %,
- продукция химической промышленности — 16,2 %,
- машины, оборудование и транспортные средства — 10,1 %,
- металлы и изделия из них — 4,4 %,
- продовольственные товары и сельхозсырьё — 3,4 %,
- древесина и целлюлозно-бумажные изделия — 1,8 %[132].

Основу российского импорта с Украины в 2014 году ($10,8 млрд) составили:
- машины, оборудование и транспортные средства — 32,4 %,
- металлы и изделия из них — 21,7 %,
- продукция химической промышленности — 13,5 %,
- продовольственные товары и сельхозсырьё — 9,4 %,
- минеральные продукты — 8,3 %,
- древесина и целлюлозно-бумажные изделия — 7,4 %[132].

Экспорт услуг с Украины в РФ в 2014 году по сравнению с 2013 годом упал более чем вдвое, составив $1933,7 млн.
По данным Украинского аналитического центра, по итогам девяти месяцев 2015 года на Россию приходилось 16,4 % внешнеторгового оборота Украины. Несмотря на введённые торговые ограничения, Россия оставалась крупнейшим торговым партнёром для Украины. Для России, однако, украинский рынок потерял своё прежнее значение. Доля Украины во внешнеторговом обороте РФ за девять месяцев 2015 года составила всего 2,7 % (12-е место по значимости).
16 декабря 2015 года президент РФ В. В. Путин подписал указ о приостановлении с 1 января 2016 года действия договора о зоне свободной торговли СНГ в отношении Украины «в связи с исключительными обстоятельствами, затрагивающими интересы и экономическую безопасность РФ и требующими принятия безотлагательных мер». Указ вступил в силу со дня его подписания. 30 декабря Владимир Путин подписал закон о приостановлении действия договора о ЗСТ в отношении Украины и указ о частичном возобновлении с 2016 года действия в отношении Украины договора о ЗСТ в части таможенной пошлины с экспортируемого на Украину природного газа.
В качестве ответного шага парламент Украины принял закон «О внесении изменений в закон Украины „О внешнеэкономической деятельности“», разрешающий правительству вводить экономические санкции против России в ответ на российские решения по зоне свободной торговли и продовольственному эмбарго.

#### Финляндия
В 2007 году товарооборот между Россией и Финляндией вырос на 30 % и составил $2,37 млрд.
Большая часть потребляемых Финляндией энергоресурсов импортируется из России.
В 2018 году двусторонний товарооборот России и Финляндии составил $14,7 млрд, что почти на 20 % больше показателей 2017 года. На начало 2019 года объём прямых накопленных капиталовложений Финляндии в российскую экономику, по данным Торгово-промышленной палаты РФ, составил примерно $4,5 млрд (по этому показателю Финляндия опережает США, Китай, Японию и Италию), а общий объём — $14 млрд. Общий объём российских вложений в Финляндию — $3,4 млрд.

#### Франция
Наиболее крупными позициями российского экспорта во Францию являются минеральное топливо, нефть и продукты; продукция химической промышленности; металлы, изделия из них; древесина и целлюлозно-бумажные изделия; машины, оборудование, транспортные средства.
Структуру импорта из Франции в Россию формируют, в основном, три группы товаров: машины и оборудование, транспортные средства; продукция химической промышленности, включая фармацевтическую и парфюмерную; продовольственные товары и сельскохозяйственное сырьё.
В 2008 году товарооборот России и Франции составил $22,25 млрд, в том числе российский экспорт во Францию — $12,19 млрд, импорт из Франции — 10,06 млрд долл. В 2009 году товарооборот составил $17,15 млрд, в том числе российский экспорт — $8,72 млрд, импорт — $8,43 млрд.
В марте 2010 года Франция заказала у России 14 ракет-носителей «Союз» на $1 млрд.

#### Чехия
Внешнеторговый оборот Чехии с Россией в млн $:
|                  | 2003    | 2004    | Изм., % | 2005    | Изм., % | 2006    | Изм., % | 2007    | Изм., % |
| ---------------- | ------- | ------- | ------- | ------- | ------- | ------- | ------- | ------- | ------- |
| Экспорт в Россию | 570,2   | 922,5   | ▲+62    | 1432,8  | ▲+55    | 1839,4  | ▲+28    | 2868,6  | ▲+56    |
| Импорт из России | 2282,1  | 2707,1  | ▲+19    | 4456,3  | ▲+65    | 5434,9  | ▲+22    | 5534,8  | ▲+2     |
| Оборот           | 2852,3  | 3629,6  | ▲+27    | 5889,1  | ▲+62    | 7274,3  | ▲+24    | 8403,4  | ▲+16    |
| Сальдо           | -1711,9 | -1784,6 | ▼-4     | -3023,5 | ▼-69    | -3595,5 | ▼-19    | -2666,2 | ▲+26    |